# Отруєння грибами
Отруєння грибами (зрідка міцетизм від лат. mycetismus) — шкідливі ефекти спричинені вживанням отруйних речовин, що містяться у грибах. Симптоми можуть варіювати від шлунково-кишкових розладів до смерті. Токсини виробляються у специфічних метаболічних шляхах у клітинах грибів. Отруєння грибами — це звичайно результат вживання дикоростучих грибів, коли отруйні види помилково вважають схожими на них їстівними. З власне отруєння грибами часто сплутують отруєння речовинами, що накопичуються у грибах (наприклад пестициди та важкі метали), розлади травної системи при вживанні неправильно приготованих та зіпсований страв із грибів.
Для попередження шкідливих впливів при вживанні грибів слід збирати лише добре відомі види грибів, на достатній відстані від транспортних магістралей і промислових об'єктів (у тому числі колишніх), готувати страви із свіжих продуктів із дотриманням відповідної технології, обмежити вживання грибів дітям та людям із проблемами травної системи.
Ознаки отруєння грибами можуть проявлятися від півгодини до кількох днів після вживання. Симптоми: нудота, різкий біль у животі, запаморочення, підвищення температури тіла. У разі отруєння потрібно негайно викликати швидку, а поки її чекаєте –врятуватися самому.

## Народні традиції
Існує багато народних традицій щодо характерних рис отруйних грибів. Однак  немає жодних загальних ідентифікаторів для отруйних грибів (рекомендації по визначенню грибів існують і можуть допомогти якщо особа знає, які гриби отруйні). Тому такі традиції є ненадійними. Надія на народні традиції щодо визначення їстівних грибів є частою причиною отруєння.
Приклади помилкових народних «методів»:
- «Комахи / тварини будуть уникати отруйних грибів» — нешкідливі для безхребетних гриби можуть бути токсичними для людини; наприклад, мухомор зелений, часто заражений личинками комах.
- «У присутності отруйних грибів срібло темніє» — Жоден з відомих грибних токсинів не реагує зі сріблом.
- «Отруйні гриби мають неприємний смак» — Люди, що їли смертельні гриби роду Мухомор розповідали, що вони були досить смачні.
- «Болетуси загалом їсти безпечно» — це правда, що, на відміну від ряду видів, зокрема Amanita, у більшості районів світу немає жодних відомих смертельних різновидів роду Болетус, що знижує ризик неправильного визначення. Однак Чортів гриб отруйний сирим і приготовленим та може привести до сильних шлунково-кишкових розладів. А інші види, такі як дубовик, для знищення отрути вимагають правильного приготування. Як і з грибами інших родів, задля простої обережності рекомендується визначення конкретного виду.

## Причини
Постійно відкривають багато нових видів грибів, орієнтовно щорічно реєструється 800 нових видів. Окрім того дослідники недавно перенесли деякі гриби з їстівних до отруйних. Проте більшість отруєнь грибами не смертельна, а переважна кількість смертельних отруєнь спричинені блідою поганкою.

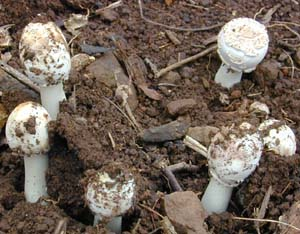
Amanita spp.,незрілі, ймовірно отруйні, гриби роду Amanita.

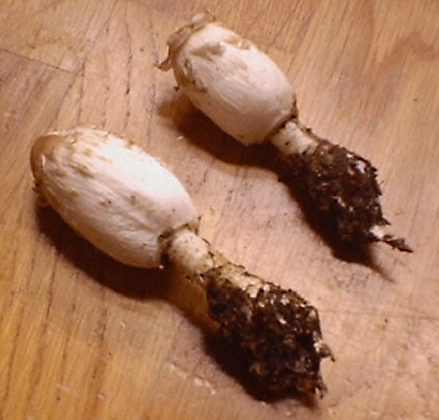
Гнойовик білий, незрілі (їстівні) гриби з волохатою шапочкою.

Більшість з цих випадків відбуваються через помилкове визначення виду. Це може трапитись у тому випадку, коли грибник намагається застосувати народні знання з одного географічного району в іншому. Зокрема, це часто трапляється з A. phalloides, через його схожості з грибом Volvariella volvacea, який вирощують в Азії на рисовій соломі для споживання в їжу. Обидва гриба світлі та у молодості покриті плівкою.
Гриби роду мухомор можна сплутати з іншими видами, особливо, коли вони незрілі. Принаймні один раз їх сплутали з Білим гнойовиком. У цьому випадку, постраждалий мав деякий обмежений досвід у виявленні грибів. Однак він не  постарався правильно визначити ці конкретні гриби, поки не почали проявлятись симптоми отруєння грибами.

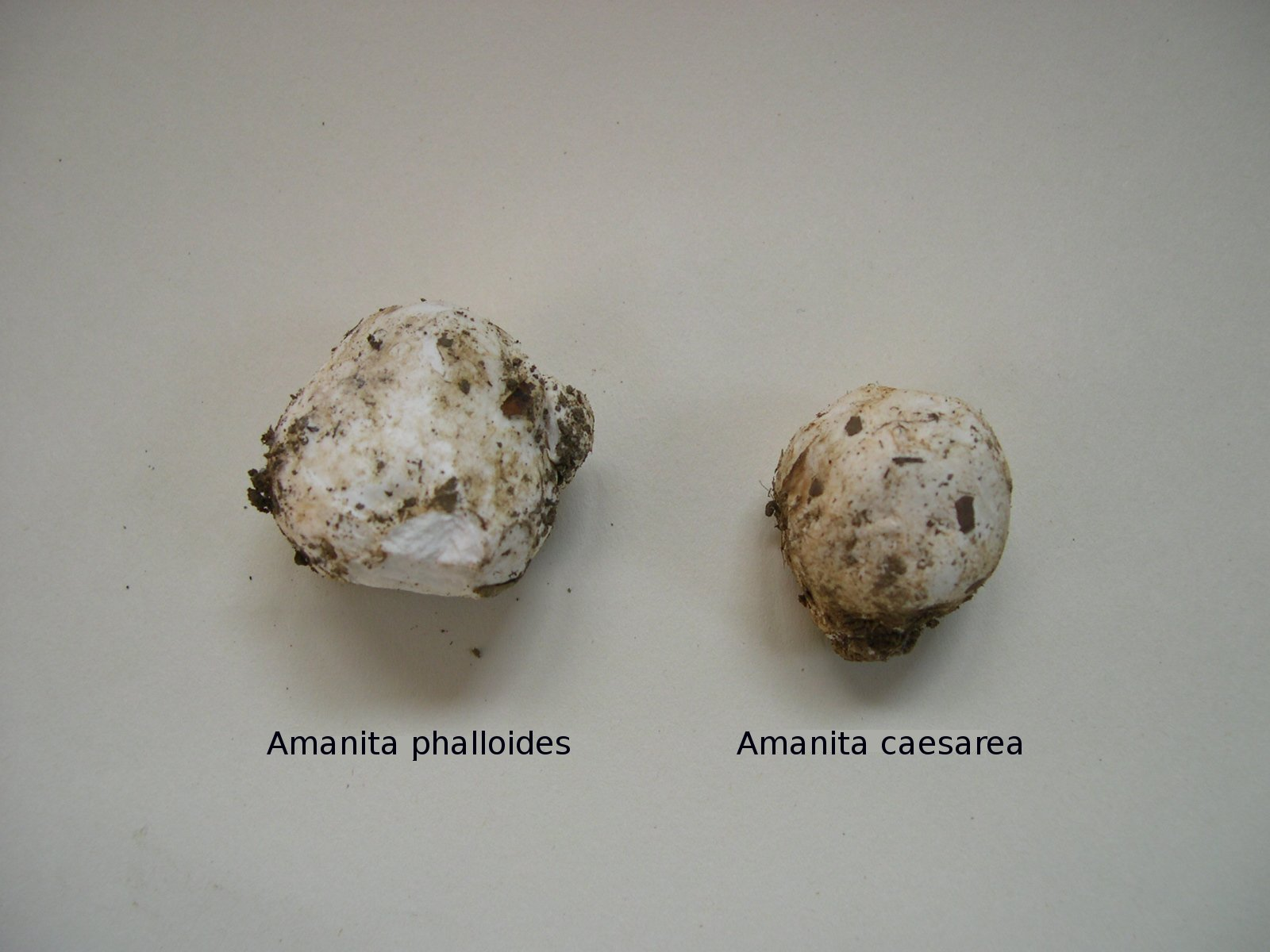
Гриби роду Мухомор, два приклади незрілих грибів роду Amanita, один смертельний, один їстівний.

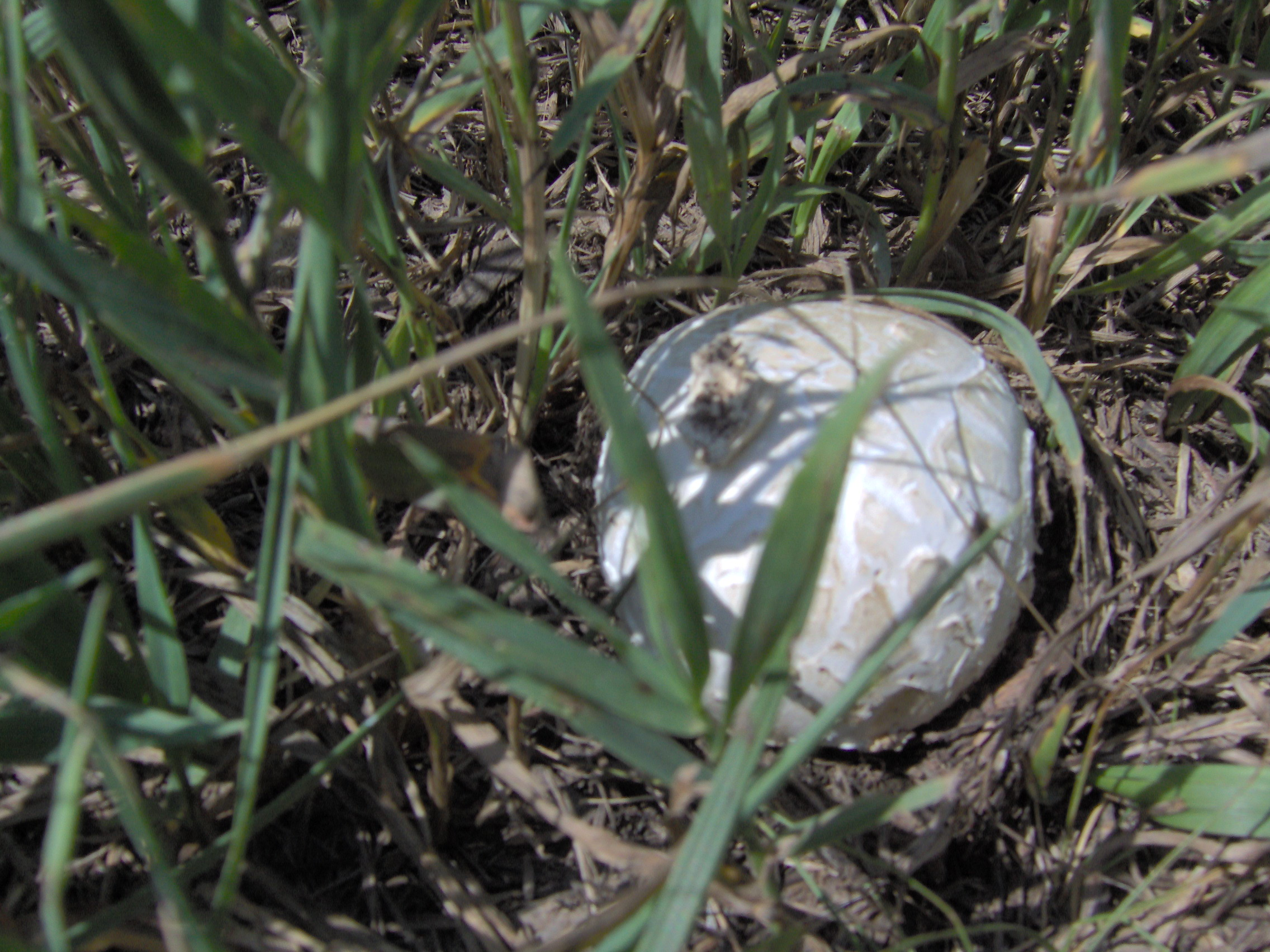
Дощовик, плодове тіло цього їстівного гриба може нагадувати незрілі гриби роду Amanita.

Більшість грибних отруєнь — через маленьких дітей, особливо молодшого віку в стадії, коли вони «пасуться», ковтаючи гриби, знайдені у траві.
Невелика кількість отруєння можуть бути результатом неправильної ідентифікації при спробі зібрати галюциногенні гриби для розваг. У 1981 одна людина померла і двох було госпіталізовано після вживання Galerina autumnalis, чиє плодове тіло було помилково визначено як Psilocybe. Обидва види малі, коричневі та липкі, вони можуть рости разом. Одначе Galerina містить аматоксини — таку саму отруту, яка є у смертельних грибах роду Amanita. Інший випадок закінчився нирковою недостатністю після вживання of павутинника оранжево-червоного отруйного, гриба, що містить орелланін.

## Токсини та їхні прояви
Отруйні гриби містять безліч різних токсинів, які можуть помітно відрізнятися за токсичністю. Симптоми отруєння грибами можуть варіюватися від розладу шлунку до загрозливої життю поліорганної недостатності зі смертельним результатом. Серйозні симптоми не завжди виникають відразу після вживання, а часто лише після того, як токсин уразить нирки або печінки. Іноді це може відбутись через кілька днів чи навіть тижнів.
Найбільш розповсюдженим наслідком отруєння грибами просто розлади травного тракту. Більшість «отруйних» грибів містять речовини, що подразнюють шлунково-кишковий тракт. Це спричинює блювоту та діарею (іноді вимагають госпіталізації через розвиток гіповолемічного шоку та електролітних розладів). Зазвичай без довгострокової шкоди. Проте, існує кілька визначених грибних токсинів зі специфічними, іноді смертельними, ефектами:
| Отрута                                                  | Токсичність                              | Ефекти |
| ------------------------------------------------------- | ---------------------------------------- | --- |
| Альфа-аманітин Бета-аманітин                            | Смертельний                              | Причини часто фатальне порушення печінки через 1-3 днів після вживання. Основний токсин Мухомора зеленого.                                            |
| Фалотоксини                                             | Несмертельний (при пероральному прийомі) | Викликає виражені шлунково-кишкові розлади. Знайдено у різних грибах.                                                                                 |
| Ореланін                                                | Смертельний                              | Окисно-відновна реакція схожа на паракват нп paraquat. Спричинює ниркову недостатність через 3 тижні після вживання. Основний токсин роду Павутинник. |
| Мускарин                                                | Потенційно смертельний                   | Викликає холінергічний синдром. Знайдено у багатьох грибах. Антидотом є атропін.                                                                      |
| Гіромітрин та його метаболіти Монометилгідралазин (ММН) | Смертельний                              | Спричинює ураження головного мозку, судоми, розлади шлунково-кишкового тракту та гемоліз. Метаболічна отрута. Основний токсин роду Строчок .          |
| Копрін                                                  | Несмертельний                            | Викликає дисульфірамоподібну реакцію при вживанні з алкоголем. Основний токсин у грибів роду Гнойовик.                                                |
| Іботенова кислота                                       | Потенційно смертельний                   | Екситотоксин. Основний токсин Amanita muscaria, A. pantherina, та A. gemmata.                                                                         |
| Мусцімол                                                | Психоактивний                            | Спричинює пригнічення ЦНС та галюцинації. Основний токсик Amanita muscaria, A. pantherina, та A. gemmata.                                             |
| Псилобіцин і Псилоцин                                   | Психоактивний                            | Спричинює збудження ЦНС та галюцинації. Зумовлюють основний ефект галюциногенних грибів, багато з яких належать до роду Psilocybe.                    |
| Арабітол                                                | Несмертельний                            | У деяких людей викликає діарею. |
| Болесатин                                               | Несмертельний                            | Викликає подразнення шлунково-кишкового тракту, нудоту, блювоту.                                                                                      |
| Ергатамін                                               | Смертельний                              | Діє на судини та може викликати втрату кінцівок та смерть. Алкалоїд знайдено у роді Ріжки.                                                            |

Період часу між вживанням і появою симптомів значно відрізняється у різних токсинів. Для деяких для появи симптомів, які б вказували на отруєння грибами необхідні дні.

## Відомі випадки
- Сіддгартха Ґаутама (відомий як Будда), за деякими даними, помер від отруєння грибами  ~479 років до нашої ери[14], хоча ця гіпотеза і не загальноприйнята[15].
- Римського імператора Клавдія було смертельно отруєно  зеленим мухомором. Однак, ця історія вперше зустрічається близько 2 століття після того і навіть суперечливо, чи взагалі Клавдія було убито[16]. Папа Климент VII також, за чутками, був убитий таким чином. Проте факт його смерті від отруєння також дискусійний.
- Також вважають, що від вживання блідої поганки померли Імператор Карл VI та цариця Наталія Наришкіна.
- Народна легенда стверджує, що композитор Йоган Шобер[en] помер в Парижі разом зі своєю дружиною, одним з власних дітей, однією особою прислуги та чотирма знайомими від отруєння грибам, стверджуючи перед цим, що деякі отруйні гриби є їстівними.
- Письменник Ніколас Еванс[en] (автор роману Заклинатель коней[en]) отруївся (але вижив) після вживання Павутинника Cortinarius rubellus[17][18].
- Батьки фізика Данієля Габрієля Фаренгейта, який розробив шкалу Фаренгейта, померли у  Гданську (відомому у 18 ст. як Данціг) 14 серпня 1701 внаслідок випадкового вживання отруйних грибів.
- 26 жовтня 2022 року в лікарні Дніпра від отруєння консервованими грибами померла 8-річна дівчинка. Їх дівчинці дала бабуся. Жінка зібрала гриби у лісі. [19]

## У художній літературі
- У драмі про громадянську війну у США Обдурений, персонаж Клінта Іствуда Джон Макберні, поранений солдат Союзу у школі-інтернаті для дівчаток, був отруєний ревнивою, мстивою директоркою і її молодими студентками. Директорку грала Джеральдін Пейдж.
- У боллівудському фільмі «7 Khoon Maaf[en]», Modhusudhon Tarafdar (грає Насіруддін Шах[en]), бенгальський доктор, який рятує Сюзанну від спроби самогубства та одружується на ній, через кілька років намагається отруїти Сюзанну грибним супом аби заволодіти її спадком.
- У пригодницько-романтична новела Лінди Говард[en] Поцілуй мене, доки я сплю Kiss Me While I Sleep як зброю використовували синтетичний ореланін.